# Ferme des Roches
Le ferme des Roches est un édifice situé sur le territoire de la commune du Belle Vie en Auge, en France. Elle est inscrite au titre des Monuments historiques.

## Localisation
Le monument est situé dans le département français du Calvados, à Querville, ancienne commune absorbée en 1840 par Biéville-en-Auge, qui fusionne à son tour en 1973 au sein de Biéville-Quétiéville. Cette dernière est depuis 2017 une commune déléguée de la commune nouvelle de Belle Vie en Auge.

## Architecture
Le corps de logis en pans de bois est inscrit au titre des Monuments historiques depuis le 17 avril 1931.